# Felipe Algorta
Felipe Algorta Brit (Montevideo, 3 de julio de 1985) es un abogado, columnista y político uruguayo, perteneciente al Partido Nacional. Es intendente por el departamento de Durazno. 

## Biografía
A lo largo de su carrera, Algorta ha ocupado diversos cargos, incluyendo edil en la Junta Departamental de Durazno en 2010 y 2015, y la presidencia de la misma entre 2017 y 2018. En 2020, fue designado director de UTE, donde desarrolló experiencia en gestión y administración. En 2024, asumió como diputado nacional, participando en iniciativas vinculadas a la gestión de soluciones para el departamento de Durazno.
En las elecciones departamentales y municipales de Uruguay de 2025, Algorta fue electo intendente de Durazno con una diferencia significativa en votos, dando continuidad a la administración del Partido Nacional en el gobierno departamental. Su campaña se apoyó en un proyecto de planificación de más de dos años, con propuestas orientadas al turismo, la logística y la gestión municipal. Algorta ha señalado como prioridad la profesionalización de los procesos administrativos y la mejora de la infraestructura del departamento.